# Capela de São Jorge (Castelo de Windsor)
A Capela de São Jorge (Saint George's Chapel, em inglês) é o principal local de culto religioso do Castelo de Windsor. A capela é dedicada ao santo padroeiro da Inglaterra e é considerada uma Royal Peculiar. Também serve como o principal templo da mais antiga e nobre ordem de cavalaria do Reino Unido, a Ordem da Jarreteira. O local é administrado pelo Deão de Windsor.

## História
Em 1348, o rei Eduardo III de Inglaterra fundou duas escolas religiosas: a Saint Stepehens's College, baseada em Westminster, e a St. George's College, sediada em Windsor. O Colégio de São Jorge foi anexado à Capela de Eduardo, o Confessor, construída por Henrique III no início do século XIII e consagrada a Virgem Maria, São Jorge e Eduardo, o Confessor.
Mais tarde batizada de Capela de São Jorge, o templo construído por Henrique III foi consagrado Igreja Matriz da Ordem da Jarreteira, a mais antiga e respeitável ordem militar da Inglaterra. A capela sofreu uma grande reforma entre 1475 e 1528, durante os reinados de Eduardo IV, Henrique VII e Henrique VIII. Com as sucessivas reformas, veio a transformação da capela em uma verdadeira catedral. Já naquela época era o clero que mantinha a capela, composta por dezesseis vigários, um diácono, quinze outros funcionários e treze coralistas.
Na era medieval, a capela, considerada abrigo de várias relíquias, tornou-se local de peregrinação. Os visitantes vinham das partes mais remotas da Grã-Bretanha, convictos de que poderiam ver relíquias como o corpo de Henrique IV e fragmentos da Vera Cruz.
Após a era de ouro, a capela foi completamente destruída durante a Guerra Civil Inglesa, no século XVII, na qual parlamentares invadiram e saquearam o local. A capela foi depredada e saqueada mais uma vez em 1643. Ao fim da Guerra, o rei Carlos I foi executado e posteriormente foi sepultado lá. Somente após a restauração monárquica, a capela foi receber maior atenção.[carece de fontes?].
Na era vitoriana, a capela foi mais uma vez reformada. O extremo leste do coro foi restaurado em homenagem ao príncipe Alberto, marido da rainha Vitória do Reino Unido. Um mausoléu real também foi concluído no oeste da capela.

## Casamentos
A Capela testemunhou vários casamentos da família real britânica, e mais recentemente de parentes distantes da realeza, sendo:
- 10 de março de 1863: Eduardo, Príncipe de Gales e a Princesa Alexandra da Dinamarca (depois Rei Eduardo VII e Rainha Alexandra).
- 5 de julho de 1866: A Princesa Helena do Reino Unido e o Príncipe Cristiano de Schleswig-Holstein.
- 21 de março de 1871: A Princesa Luísa do Reino Unido e John Campbell, Marquês de Lorne (depois Duque e Duquesa de Argyll).
- 13 de março de 1879: O Príncipe Artur, Duque de Connaught e Strathearn e a Princesa Luísa Margarida da Prússia.
- 24 de abril de 1880: A Princesa Frederica de Hanôver e Alfons von Pawel-Rammingen.
- 27 de abril de 1882: O Príncipe Leopoldo, Duque de Albany e a Princesa Helena de Waldeck e Pyrmont.
- 6 de julho de 1891: A Princesa Maria Luísa de Schleswig-Holstein e o Princípe Humberto de Anhalt.
- 10 de fevereiro de 1904: A Princesa Alice de Albany e o Príncipe Alexandre de Teck (depois Conde e Condessa de Athlone).
- 15 de junho de 1905: A Princesa Margarida de Connaught e o Príncipe Gustavo Adolfo da Suécia (mais tarde Rei da Suécia).
- 2 de setembro de 1919: Lady Helena Cambridge e o Major John Evelyn Gibbs (depois Lady Helena Gibbs).
- 14 de dezembro de 1957: Anne Abel Smith e David Liddell-Grainger (depois Anne Liddell-Grainger).
- 18 de julho de 1992: Lady Helen Windsor e Timothy Taylor (depois Lady Helen Taylor).
- 19 de junho de 1999: O Príncipe Eduardo, Conde de Wessex e Sophie Rhys-Jones (depois Condessa de Wessex).
- 9 de abril de 2005: Carlos III e Camila do Reino Unido receberam uma benção do Arcebispo da Cantuária.(até então Carlos, Príncipe de Gales e Camilla Parker Bowles)
- 17 de maio de 2008: Peter Phillips e Autumn Kelly (divorciados).
- 19 de maio de 2018: O Príncipe Henrique, Duque de Sussex e Meghan Markle (depois Duquesa de Sussex).
- 12 de outubro de 2018: A Princesa Eugénia e Jack Brooksbank.

## Túmulos
- Adelaide de Saxe-Meiningen
- Adolfo, Duque de Cambridge
- Alfredo da Grã-Bretanha
- Alberto Vitor, Duque de Clarence e Avondale
- Alexandra da Dinamarca
- Alemayehu Tewodros
- Amélia de Hanôver
- Amélia do Reino Unido
- Ana St. Leger, Baronesa de Ros
- Augusta da Grã-Bretanha
- Augusta de Hesse-Cassel
- Augusta Sofia do Reino Unido
- Carolina de Gloucester
- Carlos I de Inglaterra
- Carlota de Gales
- Carlota de Mecklemburgo-Strelitz
- Carlos Brandon, 1.º Duque de Suffolk
- Cristóvão Villiers, 1.° Conde de Anglesey
- Eduardo IV de Inglaterra
- Eduardo VII do Reino Unido
- Eduardo, Duque de Kent e Strathearn
- Filipe, Duque de Edimburgo
- Francisco, Duque de Teck
- Frederico, Duque de Iorque e Albany
- Guilherme IV do Reino Unido
- Guilherme Frederico, Duque de Gloucester e Edimburgo
- Guilherme Hastings, 1.° Barão Hastings
- Guilherme Henrique, Duque de Gloucester e Edimburgo
- Henrique VI de Inglaterra
- Henrique VIII de Inglaterra
- Henrique Somerset, 1.° Duque de Beaufort
- Henry Clinton
- Isabel de Hanôver
- Isabel II do Reino Unido
- Isabel Bowes-Lyon
- Isabel de Clarence
- Isabel Woodville
- James FitzGibbon
- Joana Seymour
- Jorge III do Reino Unido
- Jorge IV do Reino Unido
- Jorge V do Reino Unido
- Jorge V de Hanôver
- Jorge VI do Reino Unido
- Leopoldo, Duque de Albany
- Maria de Iorque
- Maria de Teck
- Maria do Reino Unido
- Margarida, Condessa de Snowdon
- Maria Adelaide de Cambridge
- Otávio da Grã-Bretanha
- Peniston Booth
- Sofia Matilde de Gloucester